# Baryaxes
Baryaxes (altgriechisch Βαρυάξης; † 324 v. Chr.) war ein Meder, der als Usurpator gegen Alexander den Großen auftrat.
Während Alexanders Indienfeldzug rief sich Baryaxes zum König von Persien und Medien aus, wurde dann aber mit seinen Gefolgsleuten von Atropates, dem von Alexander eingesetzten Satrapen Mediens, geschlagen und festgesetzt. Mit seinem Gefangenen traf Atropates Anfang 324 v. Chr. in Pasargadai ein, wo sich damals Alexander aufhielt, der Baryaxes umgehend töten ließ.